# Vinita (Oklahoma)
Vinita ist eine Stadt im Craig County in Oklahoma, USA. Das U.S. Census Bureau hat bei der Volkszählung 2020 eine Einwohnerzahl von 5.193 ermittelt. Das Stadtgebiet ist 11,3 km2 groß und enthält keine Wasserflächen.
Vinita ist County Seat von Craig County.

## Geschichte
Vinita ist die zweitälteste Stadt des Staates Oklahoma. Gegründet wurde sie 1871, als die zwei Eisenbahnlinien „Atlantic & Pacific“ sowie „Missouri-Kansas-Texas“ diese Gegend erreichten. Zu jener Zeit hieß sie Downingville. Der Name wurde später nach der Bildhauerin Vinnie Ream, der Schöpferin der lebensgroßen Abraham-Lincoln-Statue am United States Capitol, in Vinita abgeändert.

## Söhne und Töchter der Stadt
- Johnny Gray (1924–1983), Jazz-Gitarrist
- Jim Edgar (* 1946), Politiker
- Phil McGraw (* 1950), Psychologe und Fernsehmoderator
- Mike Synar (1950–1996), Politiker
- Trey Morrison (* 1989), Schwergewichtsboxer